# Samuel Holmén
Samuel Tobias Holmén (født 28. juni 1984 i Annelund) er en svensk tidligere professionel fodboldspiller.

## Klubkarriere

### Elfsborg
Holmén blev født i Annelund lige uden for Borås, og begyndte at spille fodbold i Annelunds IF. I 1998 skrev han kontrakt med IF Elfsborg. Efter et par år på diverse ungdomshold blev han forfremmet til førsteholdet og fik sin debut, da han kom ind som indskifter i semifinalen i den svenske Cup i september 2002. 

### Brøndby
Den 30. august 2007 skrev han kontrakt med den danske klub Brøndby IF, som han spillede for indtil 2010.

### İstanbul Başakşehir
Holmén skiftede til İstanbul Başakşehir i juli 2010.

### Fenerbahçe
Holmén skiftede i juni 2013 til Fenerbahçe.

#### Lån til Buraspor og Konyaspor
I løbet af sin tid i Fenerbahçe blev Holmén udlånt til Buraspor og Konyaspor.

### İstanbul Başakşehir retur
Holmén returnede til İstanbul Başakşehir i juni 2016.

### Elfsborg retur
Holmén returnede til Elfsborg i 2017.
Holmén gik på pension ved udgangen af 2021-sæsonen. 

## Landsholdskarriere

### Ungdomslandshold
Holmén har repræsenteret Sverige på flere ungdomsniveauer.

### Seniorlandshold
Holmén debuterede for seniorlandsholdet den 15. november 2006.
Holmén var del af Sveriges trup til EM 2012.

## Titler
IF Elfsborg
- Allsvenskan: 2006
- Svenska cupen: 2003

Brøndby IF
- DBU Pokalen: 2008

Fenerbahçe
- Süper Lig: 2013-14

Individuelle
- Årets Pokalfighter: 2008